# Gancio baricentrico

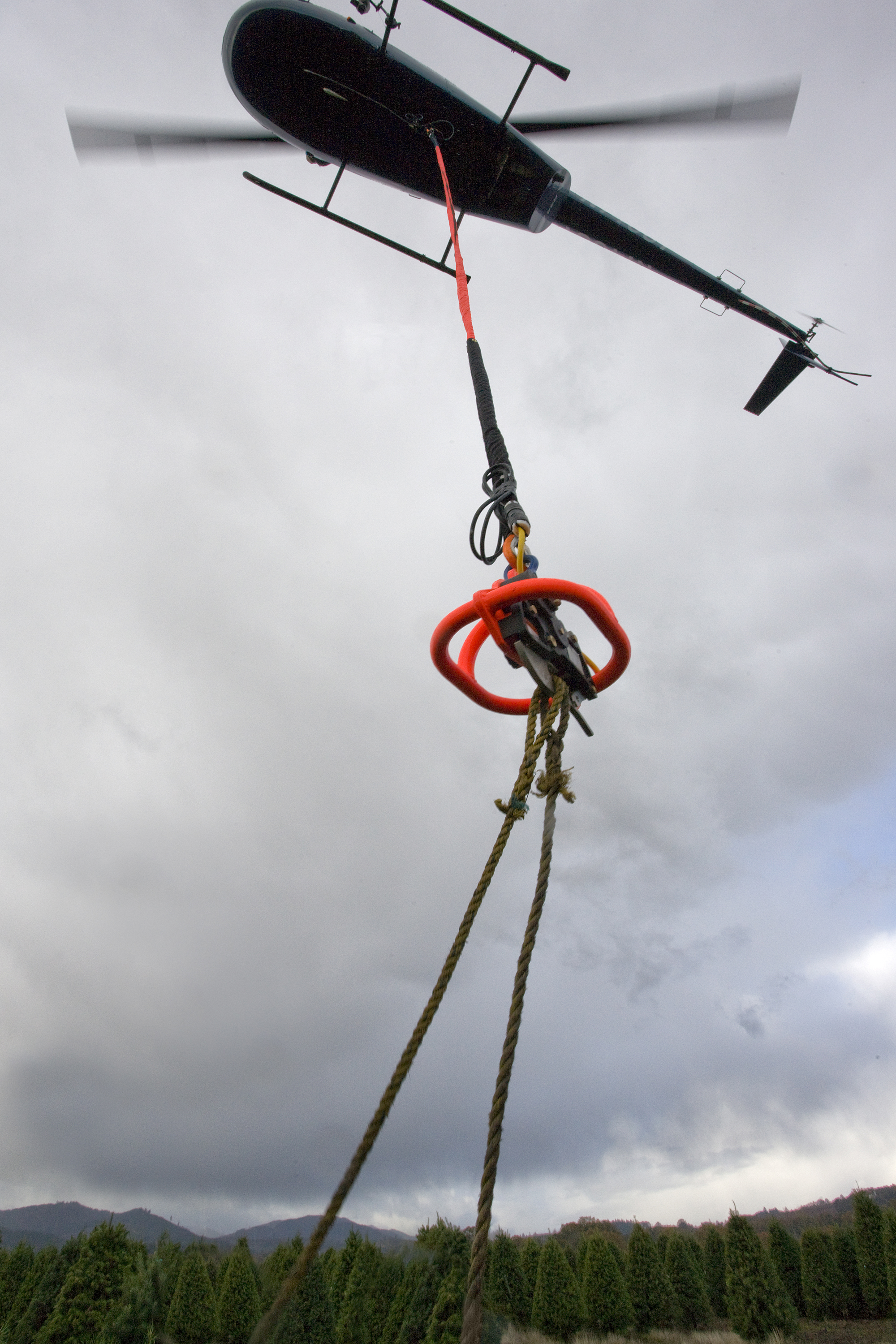
Un elicottero Robinson R44 Raven II che utilizza un gancio baricentrico per sollevare alberi di Natale.

Il gancio baricentrico è uno strumento sospeso sotto la struttura di un elicottero utilizzato per il trasporto di carichi esterni, in particolare per carichi voluminosi e/o pesanti. È situato in prossimità del centro di gravità dell'elicottero, da cui prende il nome. Il posizionamento baricentrico fa in modo che sollevando pesanti carichi il centro di gravità dell'elicottero non venga spostato in modo tale da comprometterne la stabilità.
Generalmente le operazioni per il trasporto di carichi al gancio baricentrico prevedono l'impiego di personale specializzato che aggancia il carico quando l'elicottero si trova in posizione di volo a punto fisso; per lo sgancio, il pilota dispone almeno di un comando meccanico e/o elettromeccanico da utilizzare anche in caso di emergenza. Il gancio baricentrico viene utilizzato spesso per le missioni di lotta aerea antincendio, durante le quali viene agganciata al gancio baricentrico una benna, che viene riempita di acqua da lasciare sull'incendio.